# Oskrbovalna veriga
Oskrbovalna veriga (uporabljajo se tudi izrazi: dobavna veriga, oskrbna veriga, preskrbovalna veriga), angleško supply chain, je sistem, ki je sestavljen iz dobavitelja, nabave, proizvajalca, distribucijskih kanalov in kupca. Pokriva tok blaga od dobavitelja preko proizvodnje in distribucijskih kanalov do kupca oz. končnega uporabnika. Oskrbovalna veriga je z drugimi besedami mreža zvez in distribucijskih možnosti, ki opravljajo funkcije nabave materialov, njihovega preoblikovanja v vmesne in končne proizvode ter distribucijo končnih proizvodov kupcem. Oskrbovalna veriga obstaja v storitvenih in proizvodnih podjetjih, vendar se kompleksnost verige lahko zelo razlikuje med različnimi panogami in podjetji.
Podjetje si lahko predstavljamo kot »škatlo«, ki jo razdelimo v tok informacij od desne proti levi in tok blaga od leve proti desni. Funkcija načrtovanja je osnova za zaznavanje povpraševanja v katerikoli formi, bodisi v obliki naročil za prodajo, napovedi, načrtovani ravni zalog itd. 

## Glavni tokovi
Oskrbovalna veriga podpira tri osnovne tipe tokov:
- Materialni tok, ki prestavlja fizični tok blaga od dobaviteljev do kupca. V manjši meri ta tok poteka tudi nazaj v naslednjih primerih npr. reklamacij ali servisiranj;
- Informacijski tok, ki predstavlja prenos naročil in sledljivost naročil in koordinira fizični tok blaga;
- Finančni tok, ki večinoma poteka od kupca do dobavitelja (ko le-ti plačajo račune) in zajema kreditne pogoje, sheme plačil, pogodbe o dobavah in lastništvu ipd.

Uveljavlja pa se tudi četrti tip toka in sicer:
- Pretok znanja, ki predstavlja izmenjavo znanj, izkušenj, dobrih praks ...

Glavni namen oskrbovalne verige je zagotovitev zadovoljstva končnega kupca in ugoditev njegovim zahtevam. Prav zaradi teh zahtev se oskrbovalna veriga sploh oblikuje. Kupci so lahko večja podjetja, ki si v oskrbovalni verigi sledijo drug za drugim, lahko pa je kupec eno samo podjetje, ki znotraj lastnega podjetja uravnava svoje enote, ki medsebojno trgujejo skozi oskrbovalno verigo. 
Oskrbovalna veriga ima podporo v treh stebrih:
- Procesih, ki zajemajo kapaciteto firme v logistiki, razvoj novih proizvodov in upravljanje z znanjem;
- Organizacijski strukturi, ki obsega sestavo odnosov od čisto vertikalne integracije do mrežnega podjetja, kot tudi pristope managementa, merila uspešnosti in sheme nagrajevanja;
- Tehnologiji, ki združuje tako procese kot informacijsko tehniko.

## Vrste oskrbovalnih verig
Vsaka izmed oskrbovalna veriga je odvisna od narave podjetja. 

### Integrirana proizvodnja na zalogo
Model oskrbovalne verige za integrirano proizvodnjo na zalogo se osredotoča na spremljanje odjemalčevega povpraševanja v realnem času, da lahko proizvodni proces učinkovito dopolnjuje zalogo končnih proizvodov. To integracijo je pogosto mogoče doseči z uporabo popolnoma integriranega informacijskega sistema. 

### Kontinuirano dopolnjevanje zalog
Model oskrbovalne verige za kontinuirano dopolnjevanje zalog temeljni na ideji o konstantnem dopolnjevanju zalog na podlagi tesnega sodelovanja z dobavitelji in/ali posredniki. Vendar če proces dopolnjevanja zahteva veliko število pošiljk, so lahko stroški previsoki, to pa lahko poruši dobavno verigo. Zato je potrebna tesna integracija med procesom izpolnjevanja naročil in proizvodnim procesom. 

### Proizvodnja po naročilu
Pri modelu oskrbovalne verige za proizvodnjo po naročilu želi podjetje izpolniti odjemalčevo naročilo takoj po njegovem prejemu. Pri tem sta potrebna skrbno upravljanje zalog sestavnih delov in dostava potrebnih komponent vzdolž dobavne verige (ko govorimo o proizvodnem podjetju). Rešitev morebitnih težav z zalogami je uporaba velikega števila skupnih komponent na več proizvodnih linijah in lokacijah. Ena od najpomembnejših prednosti tega modela oskrbovalna verige je občutek, da vsak odjemalec prejme proizvod, narejen po njegovih zahtevah. 
Oskrbovalne verige, ki vključujejo dobavitelje in/ali odjemalce v drugih državah, imenujemo globalne oskrbovalne verige. Temeljni razlogi, da podjetja sodelujejo v globalnih oskrbovalnih verigah, so nižje cene materialov, storitev in delovne sile; dostop do proizvodov ali tehnologij, ki niso dosegljivi na domačem trgu itd. Te verige so običajno daljše in mnogo kompleksnejše od domačih, zato je zelo verjetno, da se bodo pojavili dodatni zapleti in negotovost. 

## Glavne odločitve v oskrbovalni verigi
Glavne odločitve v oskrbovalni verigi obsegajo štiri glavna področja:
- Lokacija, ki zajema odločitev glede lokacije proizvodnih objektov, točk skladiščenja in nabave. Potem, ko je lokacija definirana, so določene tudi poti proizvoda od lokacije objektov do potrošnikov. Hkrati določitev lokacije pomeni strategijo nastopa na trgu, saj so od nje odvisni prihodki, stroški in raven oskrbe potrošnikov.
- Proizvodnja, ki vključuje odločitve o tem, kaj proizvesti in v katerih obratih o alokaciji dobaviteljev v posamičnih obratih. Te odločitve v veliki meri vplivajo na prihodke, stroške in raven potrošnikovega zadovoljstva z oskrbo podjetja. Pomembna je določitev proizvodne kapacitete, razporeditev proizvodov po strojih in določitev glavnega proizvodnega programa.
- Zaloge, kar se nanaša na način upravljanja z zalogami. Zaloge nastajajo v vsaki fazi oskrbovalne verige kot repromaterial, polizdelki ali končni izdelki. Obstajajo pa tudi medprocesne zaloge med posamičnimi obrati na različnih lokacijah.
- Transport, kar je strateškega pomena. Te odločitve so tesno povezane z odločitvami o zalogah, kar je najboljša odločitev o načinu transporta, pogosto izbrana z odločitvijo med stroški uporabe določenega načina transporta, ki je v indirektni stroškovni povezavi s stroški zalog. Zato raven servisiranja potrošnikov in geografska lokacija igrata ključno vlogo pri teh odločitvah.